# Campeonato Panamericano Junior de Hockey Sobre Césped Femenino de 2023
El Campeonato Panamericano Junior de Hockey Sobre Césped Femenino de 2023 fue la décima edición del torneo continental para menores de 21 años. Se realizó entre el 10 y 18 de abril de 2023 en Bridgetown, Barbados. Fue la tercera vez que el torneo se organizó en ese país, después de la competencia masculina de 1996 y la femenina de 2000. También se trató de la tercera vez que las competencias masculinas y femeninas se organizaron al mismo tiempo, luego de 2021 (en Santiago de Chile, con la presencia de siete equipos masculinos y seis femeninos) y 2012 (en Guadalajara, que ostenta la cifra récord de 13 equipos masculinos y 11 equipos femeninos).
Estados Unidos ganó su segundo título panamericano luego de ganarle a Argentina 4-1 en los penales tras empatar 1-1 en el tiempo reglamentario. En el partido por el tercer puesto Chile se impuso a las campeonas defensoras Canadá por 5-1. Los tres equipos mejor ubicados lograron clasificar a la Copa Mundial Junior a realizarse en Chile.

## Fase de grupos

### Grupo A
| Equipo         | PJ | PG | PE | PP | GF | GC | DG | Pts |
| -------------- | -- | -- | -- | -- | -- | -- | -- | --- |
| Argentina      | 2  | 2  | 0  | 0  | 6  | 0  | +6 | 6   |
| Estados Unidos | 2  | 1  | 0  | 1  | 4  | 3  | +1 | 3   |
| Uruguay        | 2  | 0  | 0  | 2  | 1  | 8  | -7 | 0   |

| 10 de abril de 2023 | Argentina                                             | 4:0     | Uruguay |                                          |                                          |
|                     | Santamarina 30' · Raposo 37' · Casas 49' · Ferola 60' | Reporte |         | Árbitra: Meghan McLennan Richanne Gaskin | Árbitra: Meghan McLennan Richanne Gaskin |

| 12 de abril de 2023 | Estados Unidos | 0:2     | Argentina                       |                                          |                                          |
|                     |                | Reporte | 4' Bruggesser · 52' Santamarina | Árbitra: Claudia Montino Meghan McLennan | Árbitra: Claudia Montino Meghan McLennan |

| 14 de abril de 2023 | Uruguay     | 1:4     | Estados Unidos                                       |                                         |                                         |
|                     | Civetta 52' | Reporte | 21', 37' Bent-Cole · 22' Mendez-Trendler · 53' Tamer | Árbitra: Victoria Pazos Claudia Montino | Árbitra: Victoria Pazos Claudia Montino |

### Grupo B
| Equipo   | PJ | PG | PE | PP | GF | GC | DG  | Pts |
| -------- | -- | -- | -- | -- | -- | -- | --- | --- |
| Chile    | 3  | 3  | 0  | 0  | 31 | 0  | +31 | 9   |
| Canadá   | 3  | 2  | 0  | 1  | 23 | 3  | +20 | 6   |
| Guyana   | 3  | 1  | 0  | 2  | 3  | 20 | -17 | 3   |
| Barbados | 3  | 0  | 0  | 3  | 0  | 34 | -34 | 0   |

| 11 de abril de 2023 | Chile | 20:0    | Barbados |                                          |                                          |
|                     | Obon 2' · Valdés 7', 10', 22', 48' · Muñoz 8' · Ma. Gago 13' · Gutiérrez 22' · Arrieta 23', 43', 44', 53', 54' · Irazoqui 29', 55' · Lira 42', 47' · Müller 45', 59' · Goñi 45' | Reporte |          | Árbitra: Allison Mikelson Melina Illanes | Árbitra: Allison Mikelson Melina Illanes |

| 11 de abril de 2023 | Canadá | 12:0    | Guyana |                                      |                                      |
|                     | Kuzyk 2', 23', 33', 40' · Mackesy 16', 48', 56' · Struchtrup 27' · Girgis 30' · McCusker 45' · L. Delmotte 47' · Govan 55' | Reporte |        | Árbitra: Victoria Pazos Sofia Aleman | Árbitra: Victoria Pazos Sofia Aleman |

| 12 de abril de 2023 | Barbados | 0:3     | Guyana                            |                                      |                                      |
|                     |          | Reporte | 2', 47' Cadogan · 8' G. Fernandes | Árbitra: Melina Illanes Sofia Aleman | Árbitra: Melina Illanes Sofia Aleman |

| 13 de abril de 2023 | Canadá | 0:3     | Chile                             |                                          |                                          |
|                     |        | Reporte | 10', 33' Ma. Gago · 26' Gutiérrez | Árbitra: Victoria Pazos Allison Mikelson | Árbitra: Victoria Pazos Allison Mikelson |

| 14 de abril de 2023 | Chile                                                                                  | 8:0     | Guyana |                                          |                                          |
|                     | Lira 3', 10' · Müller 15' · Irazoqui 32' · Gutiérrez 40' · Obon 49' · Arrieta 58', 59' | Reporte |        | Árbitra: Meghan McLennan Richanne Gaskin | Árbitra: Meghan McLennan Richanne Gaskin |

| 14 de abril de 2023 | Barbados | 0:11    | Canadá |                                          |                                          |
|                     |          | Reporte | 10', 23', 47' Mackesy · 12' McCusker · 21', 28', 33', 48' Struchtrup · 23' Govan · 42' Kuzyk · 50' Kennedy | Árbitra: Allison Mikelson Melina Illanes | Árbitra: Allison Mikelson Melina Illanes |

## Fase final

### Cruces del 5º al 7º puesto
| 16 de abril de 2023 | Uruguay | 20:0    | Barbados |                                          |                                          |
|                     | Seigal 3' · Lemoine 4', 39' · Rodríguez 8' · Mari 9' · Civetta 14', 18' · Curcio 21', 28', 44', 50' · Pérez 26' · L. Curutchague 36', 45' · Díaz 38', 48' · Reyes 39' · Arregui 43' · J. Curutchague 45', 60' | Reporte |          | Árbitra: Claudia Montino Meghan McLennan | Árbitra: Claudia Montino Meghan McLennan |

### Quinto puesto
| 18 de abril de 2023 | Guyana | 0:14    | Uruguay |                                          |                                          |
|                     |        | Reporte | 4', 18', 19', 20' Curcio · 5', 50' Díaz · 6', 8', 24' Civetta · 9', 30' Pérez · 21', 37' Rodríguez · 49' Arregui | Árbitra: Claudia Montino Richanne Gaskin | Árbitra: Claudia Montino Richanne Gaskin |

### Semifinales
| 16 de abril de 2023 | Argentina   | 1:0     | Canadá |                                          |                                          |
|                     | Pacheco 31' | Reporte |        | Árbitra: Victoria Pazos Allison Mikelson | Árbitra: Victoria Pazos Allison Mikelson |

| 16 de abril de 2023 | Estados Unidos                                         | 1:1 (2:0 p.)               | Chile                          |                                         |                                         |
|                     | Tamer 36'                                              | Reporte                    | 40' Lira                       | Árbitra: Melina Illanes Meghan McLennan | Árbitra: Melina Illanes Meghan McLennan |
|                     |                                                        | Tiros desde el punto penal |                                |                                         |                                         |
|                     | Ryleigh Heck Katie Dixon Lauren Wadas Olivia Bent-Cole |                            | Valdés Pérez Mi. Gago Irazoqui |                                         |                                         |

### Tercer puesto
| 18 de abril de 2023 | Canadá    | 1:5     | Chile                                                              |                                        |                                        |
|                     | Kuzyk 37' | Reporte | 20' Ma. Gago · 27' Goñi · 30' Irazoqui · 40' Gutiérrez · 49' Muñoz | Árbitra: Sofia Aleman Allison Mikelson | Árbitra: Sofia Aleman Allison Mikelson |

### Final
| 18 de abril de 2023 | Argentina                   | 1:1 (1:4 p.)               | Estados Unidos             |                                         |                                         |
|                     | Raposo 45'                  | Reporte                    | 36' Underwoood             | Árbitra: Victoria Pazos Meghan McLennan | Árbitra: Victoria Pazos Meghan McLennan |
|                     |                             | Tiros desde el punto penal |                            |                                         |                                         |
|                     | Iacoponi Bruggesser Pagella |                            | Heck Wadas Tamer Underwood |                                         |                                         |

| Bandera de Estados Unidos |
| Campeón Estados Unidos    |
| Segundo título            |

## Posiciones
| Posición | Equipo         |
| -------- | -------------- |
| 1        | Estados Unidos |
| 2        | Argentina      |
| 3        | Chile          |
| 4        | Canadá         |
| 5        | Uruguay        |
| 6        | Guyana         |
| 7        | Barbados       |